# Шелькув (гміна)
Гміна Шелькув (пол. Gmina Szelków) — сільська гміна у центральній Польщі. Належить до Маковського повіту Мазовецького воєводства.
Станом на 31 грудня 2011 у гміні проживало 3790 осіб.

## Площа
Згідно з даними за 2007 рік площа гміни становила 112.93 км², у тому числі:
- орні землі: 70.00%
- ліси: 23.00%

Таким чином, площа гміни становить 10.61% площі повіту.

## Населення
Станом на 31 грудня 2011:
| Опис     | Загалом | Загалом | Чоловіки | Чоловіки | Жінки | Жінки |
| -------- | ------- | ------- | -------- | -------- | ----- | ----- |
| одиниця  | осіб    | %       | осіб     | %        | осіб  | %     |
| все      | 3790    | 100     | 1922     | 50.71    | 1868  | 49.29 |
| міське   | 0       | 100     | 0        |          | 0     |       |
| сільське | 3790    | 100     | 1922     | 50.71    | 1868  | 49.29 |

## Сусідні гміни
Гміна Шелькув межує з такими гмінами: Жевне, Карнево, Макув-Мазовецький, Обрите, Пултуськ, Червонка.